# توپ، اغوز
توپ (به لاتین: Top) یک منطقه مسکونی در جمهوری آذربایجان است که در شهرستان اغوز واقع شده‌است. توپ ۳۷۰ نفر جمعیت دارد.